# Système économique

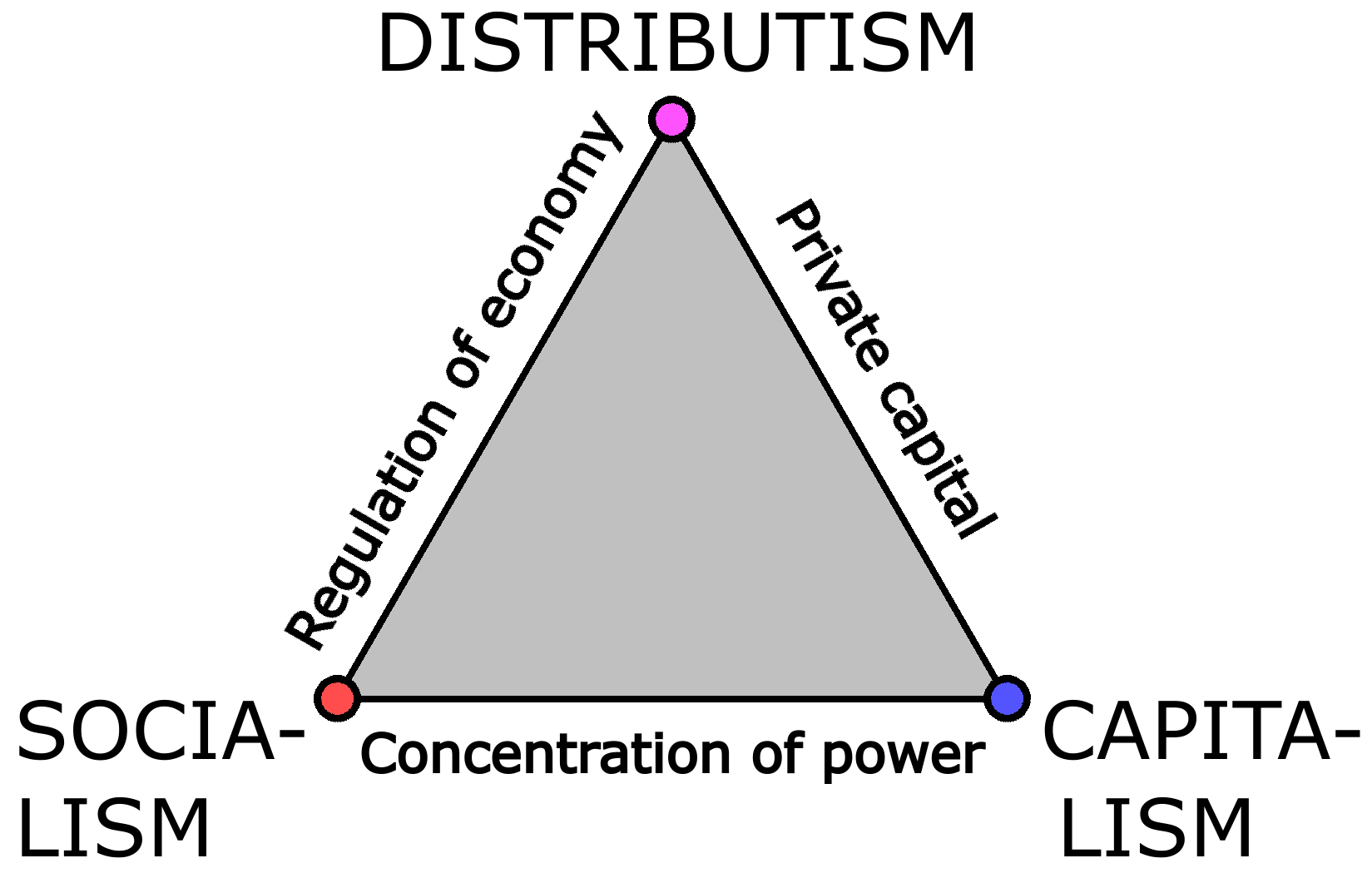
Triangle des systèmes économiques ressortant leurs interrelations

Un système économique est le mode d’organisation de l'activité économique, qui détermine la production, la consommation, l'utilisation des ressources et la distribution des ressources d’une société ou d'une aire géographique donnée. Il comprend la combinaison des diverses institutions, agences, entités, processus décisionnels et modes de consommation qui composent la structure économique d'une communauté donnée.
Il peut être également compris comme l'organisation sociale induite par le système. Le système économique influence de nombreux facteurs, comme le niveau de vie des habitants, le niveau des inégalités, les relations avec les autres pays, ou la puissance économique.

## Présentation

### Structure
Un système économique est un mode d'organisation de la société analysé par le prisme économique. Un tel système regroupe l'ensemble des institutions, sociales comme normatives, qui agissent comme une courroie ou un récipiendaire de l'activité économique au niveau micro. Le système forme le niveau macroéconomique de la vie du pays. Les normes du système (via le droit du pays) détermine également la répartition des richesses.
Ce système n'est pas neutre économiquement, dans le sens où ses structures conditionnent l'affectation des ressources et la productivité (production unitaire d'un facteur de production utilisé dans la combinaison productive) des facteurs. Sa modulation joue donc un rôle essentiel dans le cadre des politiques publiques visant à générer de la croissance ou à modifier le niveau d'inégalités.
Les systèmes économiques varient en fonction des régions et des époques. Les pays occidentaux suivent une organisation fondée sur le capitalisme caractérisé par la propriété privée des moyens de production. Le système économique des pays de l'ancien bloc de l'Est était fondé sur le principe de l’économie communiste dont l'objectif est la propriété collective des moyens de production.
Un système économique est lui-même composé d'une multitude de sous-systèmes, plus petits. Les agents qui le composent peuvent y être spécialisés : le système économique vigneron dispose de spécificités face au système économique de l'agroalimentaire auquel il appartient, qui, lui-même, n'est qu'un sous-système d'un ensemble plus grand.

### Diversité
Du fait des combinaisons politiques et des modalités que peuvent prendre les institutions, il n'y a pas un seul modèle de système économique. Dans Les trois mondes de l'Etat-providence, Gøsta Esping-Andersen identifie trois types de systèmes économiques, correspondant à un système continental, un système nordique social, et un système anglo-saxon. Des recherches ultérieures ont identifié des systèmes économiques arabo-musulmans et asiatiques.
Raymond Aron transpose par ailleurs le concept à la société internationale, en écrivant : « les États, par leurs politiques, contribuent à former le système économique mais celui-ci, inégalement déterminé par les États selon les pesanteurs de chacun d'eux, constitue un système différent du système interétatique, qu'on devrait plutôt qualifier de transnational que d'interétatique ».

### Relations entre les agents
Un système économique est composé par des relations entre ses acteurs. Pierre-Joseph Proudhon note ainsi en 1850 que le système économique capitaliste d'Europe de l'Ouest est dominé par la figure du travailleur et celle du patron. Les relations entre les agents sont modulées par les politiques publiques, qui peuvent par exemple décider d'un niveau de centralisation plus ou moins élevé de l'activité économique.

## Portée

### Système économique et environnement
Le passage à un mode de développement durable suppose d'évoluer vers un nouveau modèle économique. 

### Systèmes économiques alternatifs
Un système économique peut être refusé par certains de ses agents, voire remplacé. Le communisme est ainsi un système économique concurrent au système économique capitaliste. Un système économique se fond dans les institutions sociales ; dès lors, le changement de système économique requiert une modification desdites institutions.

### Système économique et souveraineté
Le concept de souveraineté économique permet de qualifier un système économique dont les principales sources d'approvisionnement de matériaux et de biens stratégiques sont endogènes au système. Un système économique peut, à l'extrême, être autarcique, c'est-à-dire fonctionner sans relations avec d'autres systèmes économiques.

## Débats et critiques
Certains auteurs comme Jean-Marie Albertini constatent que le mot système ou modèle est utilisé par les économistes pour déterminer les différences théoriques essentielles entre les pays appartenant au même système (Japon et États-Unis, par exemple) ou, a fortiori entre des pays qui appartiennent à des systèmes économiques et sociaux totalement opposés (URSS et États-Unis lors de l'époque de la Guerre froide). Toutefois, ce mot ne permet pas de décrire l'évolution historique et réelle d'un pays ou d'un système. Pour cela, Jean-Marie Albertini propose d'utiliser le mot « régime ».